# Grammy Award para Melhor Álbum Vocal de Pop
O Grammy Award para Melhor Álbum Vocal de Pop (no original em inglês: Grammy Award for Best Pop Vocal Album) é apresentado pela Academia Nacional de Artes e Ciências de Gravação dos Estados Unidos para "honrar a realização artística, proficiência técnica e excelência geral na indústria fonográfica, sem considerar vendas ou posições nas paradas".
A categoria foi apresentada pela primeira vez no 10.º Grammy Awards em 1968 como Melhor Álbum Contemporâneo, com The Beatles sendo o primeiro vencedor por Sgt. Pepper's Lonely Hearts Club Band. A categoria foi então extinta até 1995, onde surgiu com o novo nome de Melhor Álbum Pop. Em 2001, a categoria passou a ser conhecida como Melhor Álbum Vocal de Pop. De acordo com o guia de descrição da categoria para o 52.º Grammy Awards, o prêmio é concedido a artistas que executam "álbuns cujo conteúdo consiste em pelo menos 51% de gravações pop inéditas com vocais".
O prêmio vai para o artista, produtor e engenheiro/misturador, desde que tenham trabalhado em mais de 50% do tempo de reprodução do álbum. Um produtor ou engenheiro/misturador que trabalhou em menos de 50% do tempo de reprodução, assim como o engenheiro de masterização, não ganha um prêmio, mas pode solicitar um Certificado de Vencedor (Winners Certificate).
Adele, Kelly Clarkson e Taylor Swift são as artistas mais premiadas nesta categoria, duas vezes ao todo, sendo Kelly a primeira a conseguir este feito. Além disso, Clarkson, Swift e Ariana Grande lideram o número geral de nomeações, com seis indicações cada.

## Vencedores e indicados
Nas tabelas a seguir, os anos são listados como o de realização da cerimônia de entrega do prêmio.

### Década de 1960
| Ano  | Vencedor(a) | Trabalho                              | Indicados | Ref.  |
| ---- | ----------- | ------------------------------------- | --- | ----- |

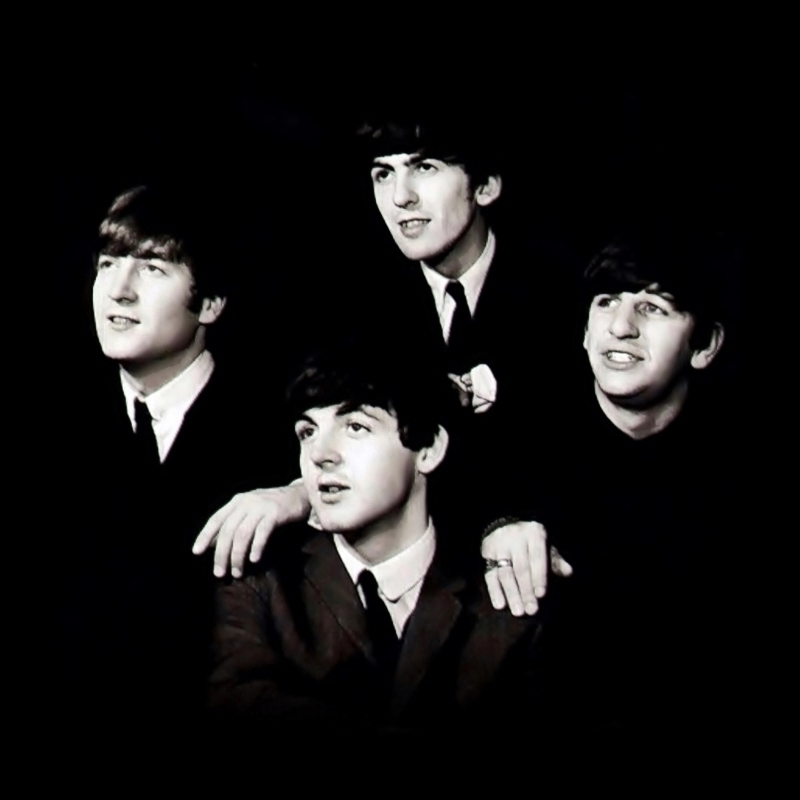
The Beatles, vencedor inaugural.

| 1968 | The Beatles | Sgt. Pepper's Lonely Hearts Club Band | - The Association – Insight Out - Vikki Carr – It Must Be Him - The 5th Dimension – Up, Up and Away - Bobbie Gentry – Ode to Billie Joe | [ 5 ] |

### Década de 1990
| Ano  | Vencedor(a)   | Trabalho                | Indicados | Ref.   |
| ---- | ------------- | ----------------------- | --- | ------ |

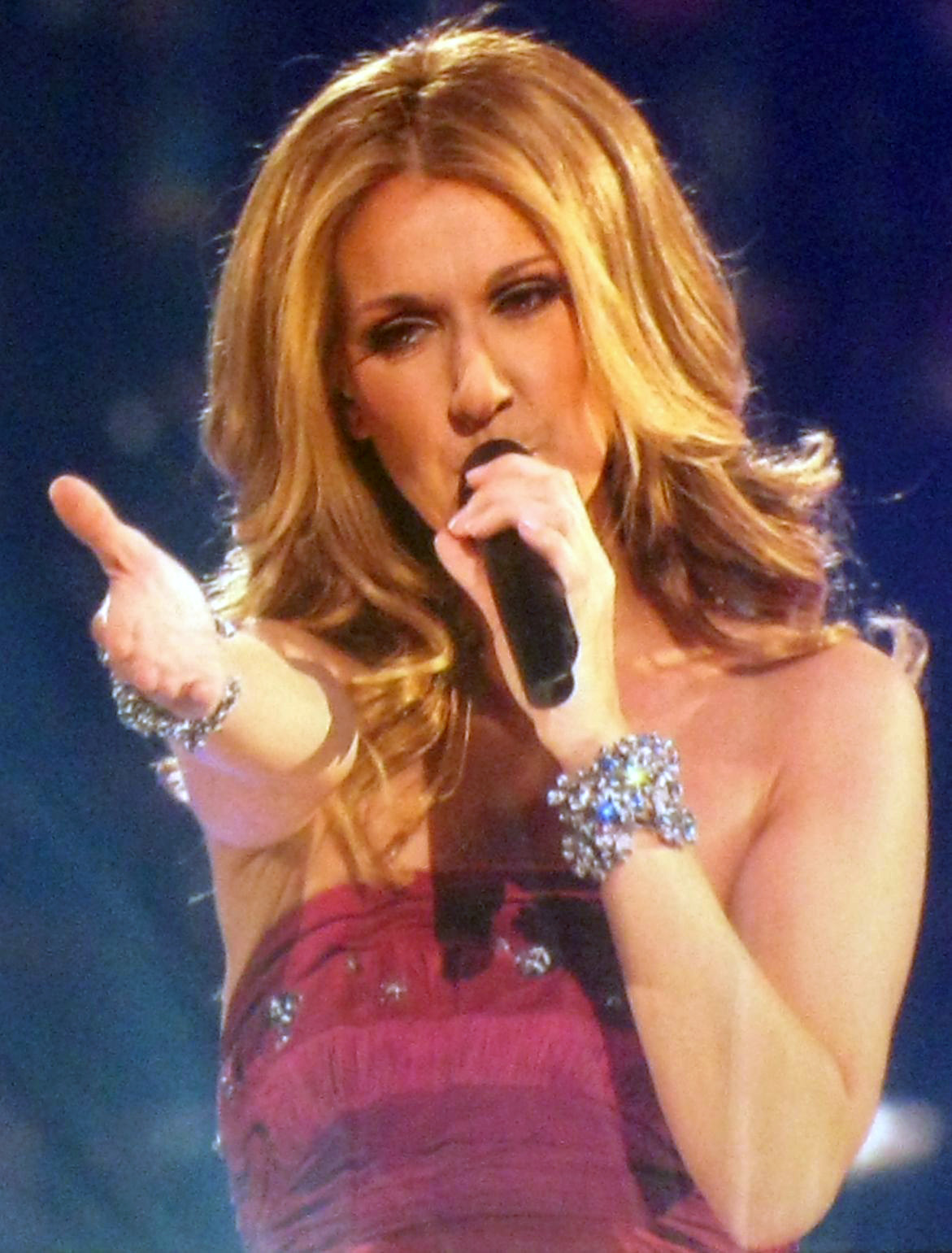
Falling into You, de Céline Dion, vencedora de 1997, também ganhou o prêmio de Álbum do Ano.

| 1995 | Bonnie Raitt  | Longing in Their Hearts | - Ace of Base – The Sign - José Carreras, Plácido Domingo e Luciano Pavarotti com Zubin Mehta – The Three Tenors in Concert 1994 - Lyle Lovett – I Love Everybody - Seal – Seal | [ 6 ]  |
| 1996 | Joni Mitchell | Turbulent Indigo        | - Mariah Carey – Daydream - Eagles – Hell Freezes Over - Annie Lennox – Medusa - Madonna – Bedtime Stories                                                                      | [ 7 ]  |
| 1997 | Céline Dion   | Falling into You        | - Toni Braxton – Secrets - Tracy Chapman – New Beginning - Shawn Colvin – A Few Small Repairs - Sting – Mercury Falling                                                         | [ 8 ]  |
| 1998 | James Taylor  | Hourglass               | - Paula Cole – This Fire - Fleetwood Mac – The Dance - Jamiroquai – Travelling Without Moving - Sarah McLachlan – Surfacing                                                     | [ 9 ]  |
| 1999 | Madonna       | Ray of Light            | - Eric Clapton – Pilgrim - Céline Dion – Let's Talk About Love - Natalie Imbruglia – Left of the Middle - Brian Setzer Orchestra – The Dirty Boogie                             | [ 10 ] |

### Década de 2000
| Ano  | Vencedor(a)                   | Trabalho             | Indicados | Ref.   |
| ---- | ----------------------------- | -------------------- | --- | ------ |
| 2000 | Sting                         | Brand New Day        | - Backstreet Boys – Millennium - Cher – Believe - Ricky Martin – Ricky Martin - Sarah McLachlan – Mirrorball                                                              | [ 11 ] |

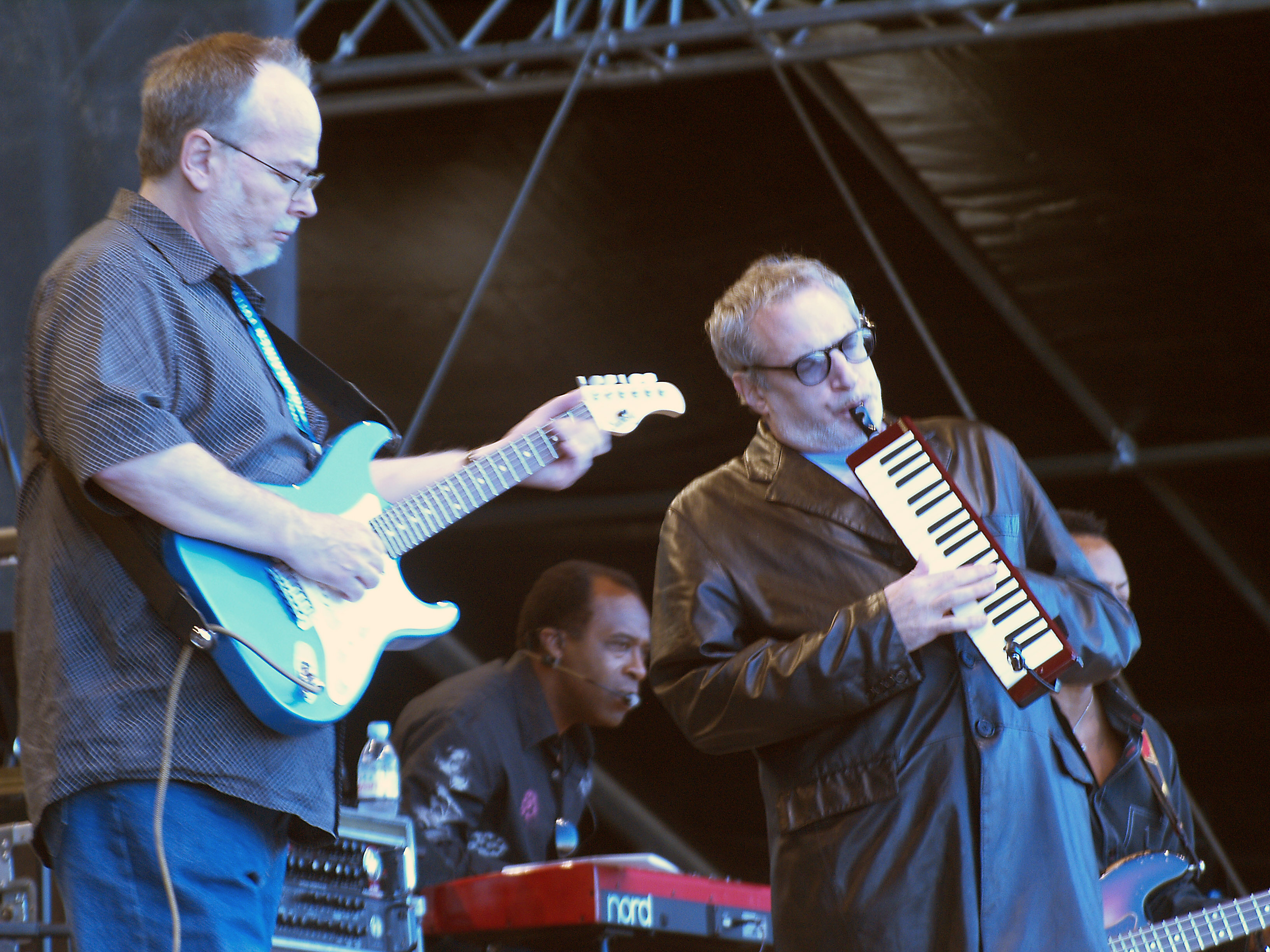
Two Against Nature, de Steely Dan, vencedor de 2001, também ganhou o prêmio de Álbum do Ano.

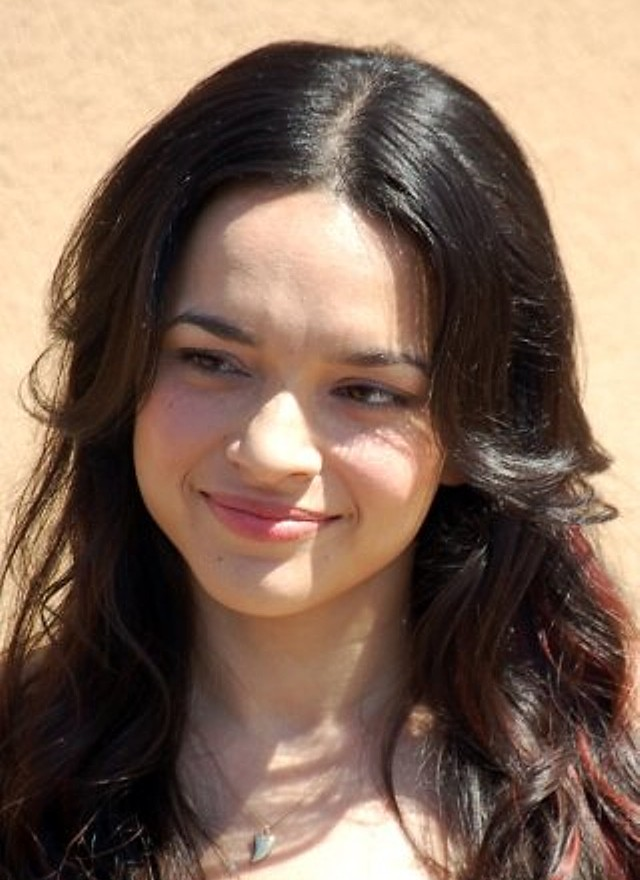
O álbum de estreia de Norah Jones, Come Away with Me, ganhou este prêmio e o de Álbum do Ano em 2003.

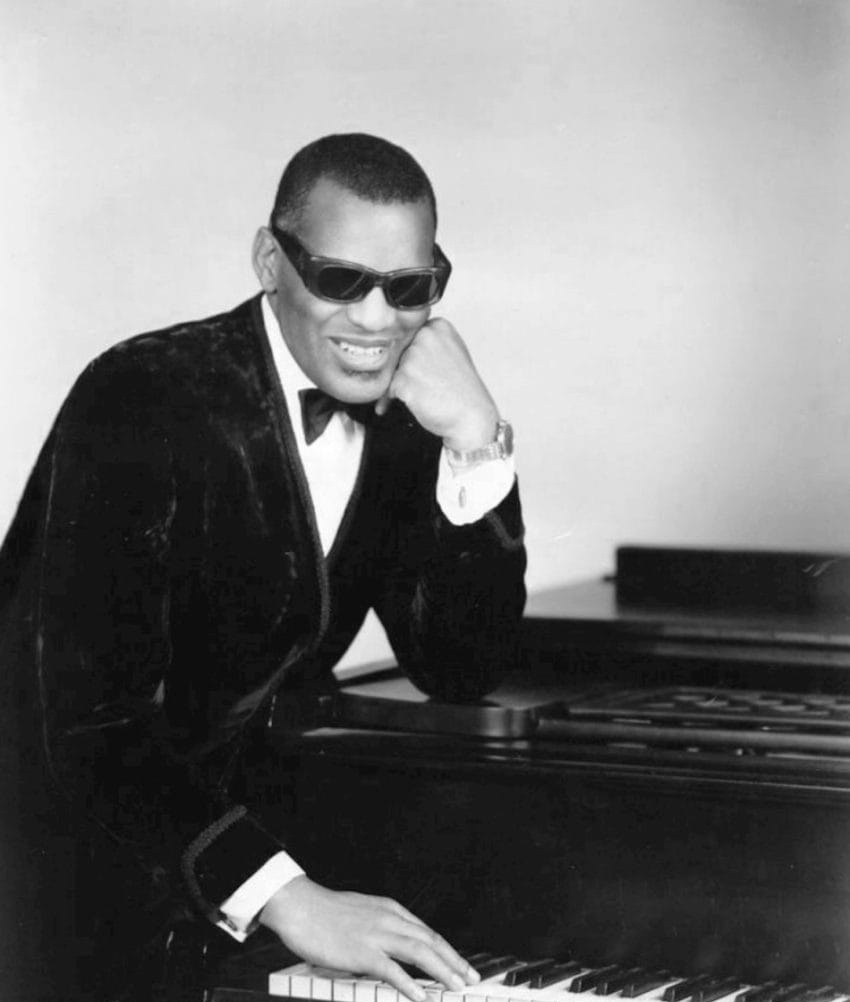
O último álbum de Ray Charles, Genius Loves Company, ganhou este prêmio e o de Álbum do Ano em 2005.

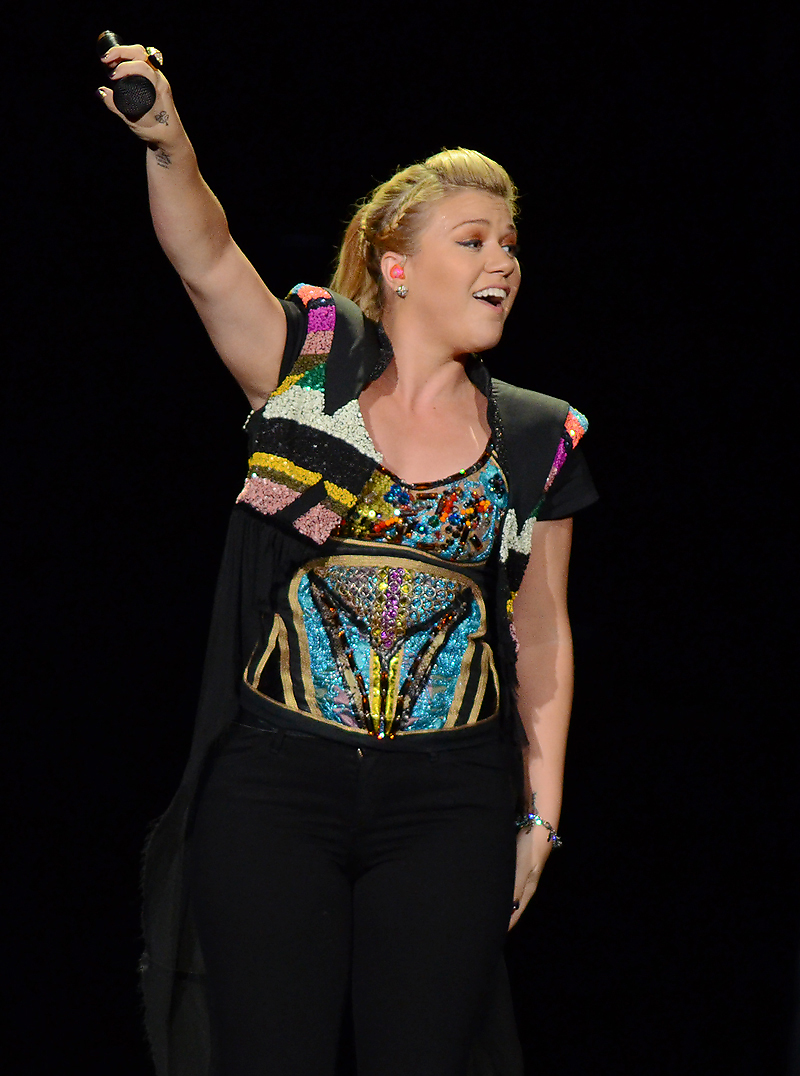
Kelly Clarkson recebeu seis indicações, sendo a primeira artista a ganhar este prêmio duas vezes: por Breakaway em 2006 e por Stronger em 2013.

| 2001 | Steely Dan                    | Two Against Nature   | - Don Henley – Inside Job - Madonna – Music - 'N Sync – No Strings Attached - Britney Spears – Oops!... I Did It Again                                                    | [ 12 ] |
| 2002 | Sade                          | Lovers Rock          | - Nelly Furtado – Whoa, Nelly! - Janet Jackson – All for You - Elton John – Songs from the West Coast - 'N Sync – Celebrity                                               | [ 13 ] |
| 2003 | Norah Jones                   | Come Away with Me    | - Avril Lavigne – Let Go - No Doubt – Rock Steady - Pink – Missundaztood - Britney Spears – Britney                                                                       | [ 14 ] |
| 2004 | Justin Timberlake             | Justified            | - Christina Aguilera – Stripped - George Harrison – Brainwashed - Annie Lennox – Bare - Michael McDonald – Motown                                                         | [ 15 ] |
| 2005 | Ray Charles e vários artistas | Genius Loves Company | - Norah Jones – Feels Like Home - Sarah McLachlan – Afterglow - Joss Stone – Mind Body & Soul - Brian Wilson – Brian Wilson Presents Smile                                | [ 16 ] |
| 2006 | Kelly Clarkson                | Breakaway            | - Fiona Apple – Extraordinary Machine - Sheryl Crow – Wildflower - Paul McCartney – Chaos and Creation in the Backyard - Gwen Stefani – Love. Angel. Music. Baby.         | [ 17 ] |
| 2007 | John Mayer                    | Continuum            | - Christina Aguilera – Back to Basics - James Blunt – Back to Bedlam - Elvis Costello e Allen Toussaint – The River in Reverse - Justin Timberlake – FutureSex/LoveSounds | [ 18 ] |
| 2008 | Amy Winehouse                 | Back to Black        | - Bon Jovi – Lost Highway - Feist – The Reminder - Maroon 5 – It Won't Be Soon Before Long - Paul McCartney – Memory Almost Full                                          | [ 19 ] |
| 2009 | Duffy                         | Rockferry            | - Sheryl Crow – Detours - Eagles – Long Road Out of Eden - Leona Lewis – Spirit - James Taylor – Covers                                                                   | [ 20 ] |

### Década de 2010
| Ano  | Vencedor(a)     | Trabalho           | Indicados | Ref.   |
| ---- | --------------- | ------------------ | --- | ------ |

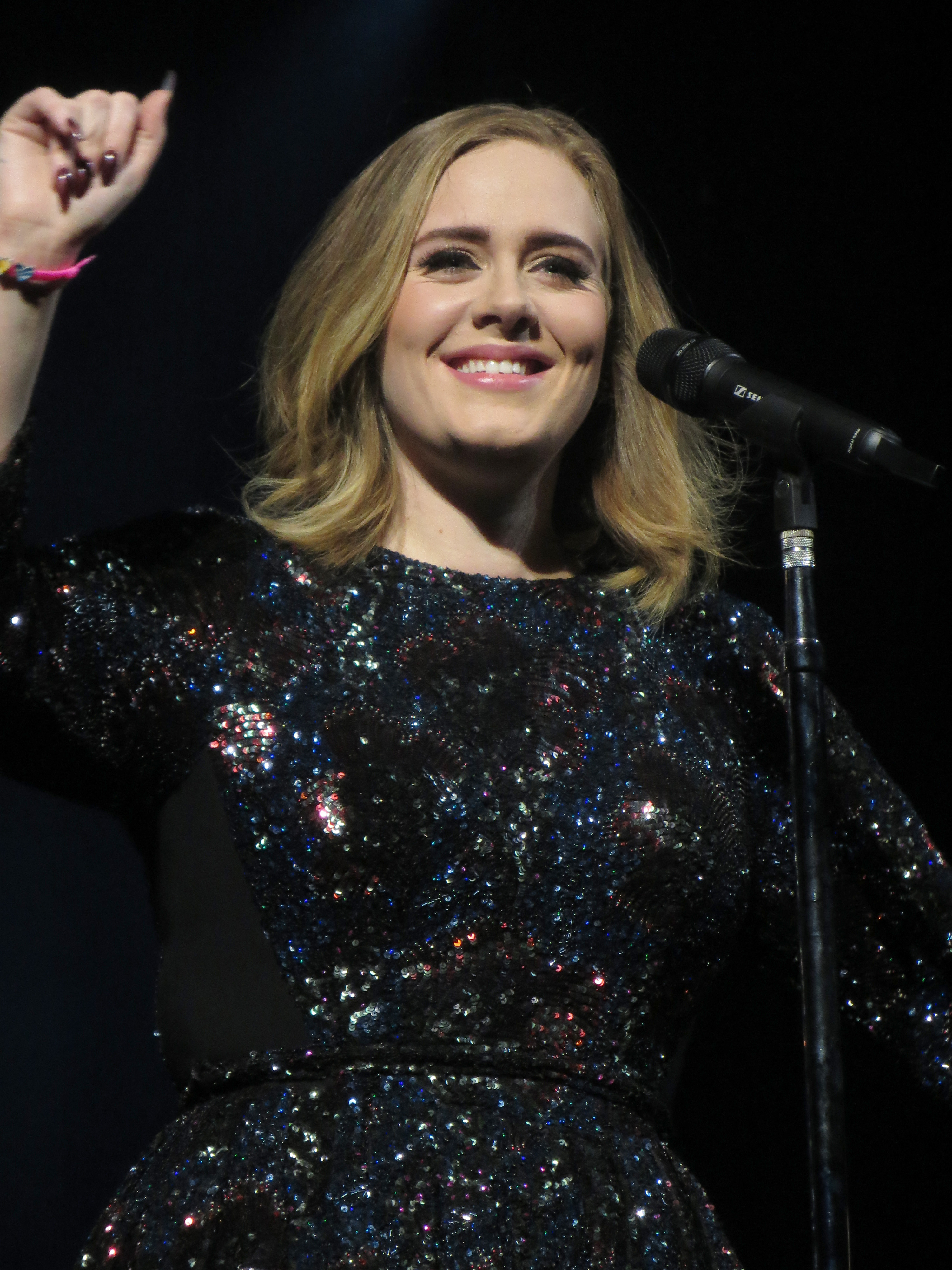
Adele ganhou este prêmio duas vezes: por 21 em 2012 e por 25 em 2017. Ambos os trabalhos também ganharam Álbum do Ano.

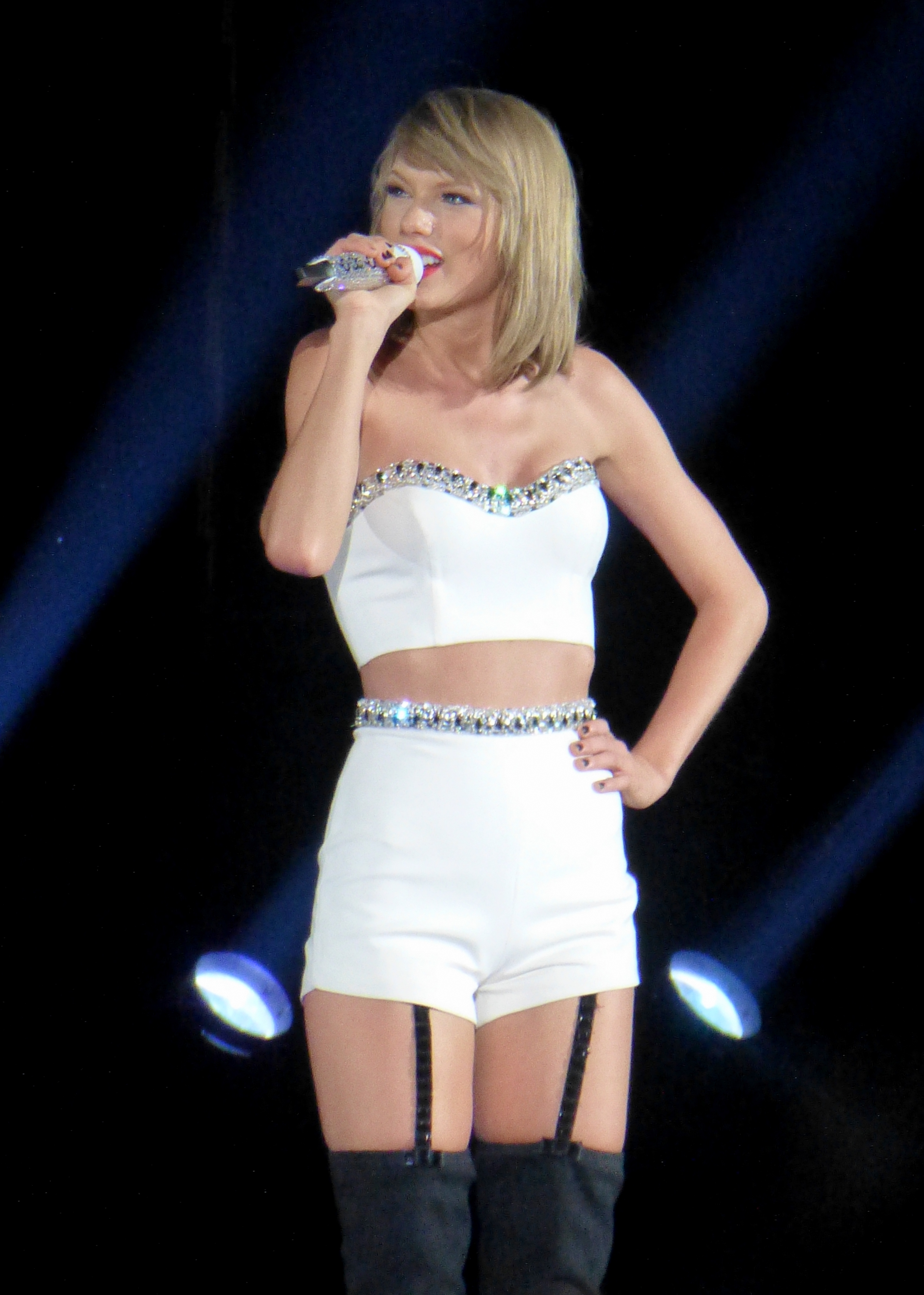
Taylor Swift ganhou este prêmio duas vezes: por 1989 em 2016 e por Midnights em 2024. Ambos os trabalhos também ganharam Álbum do Ano.

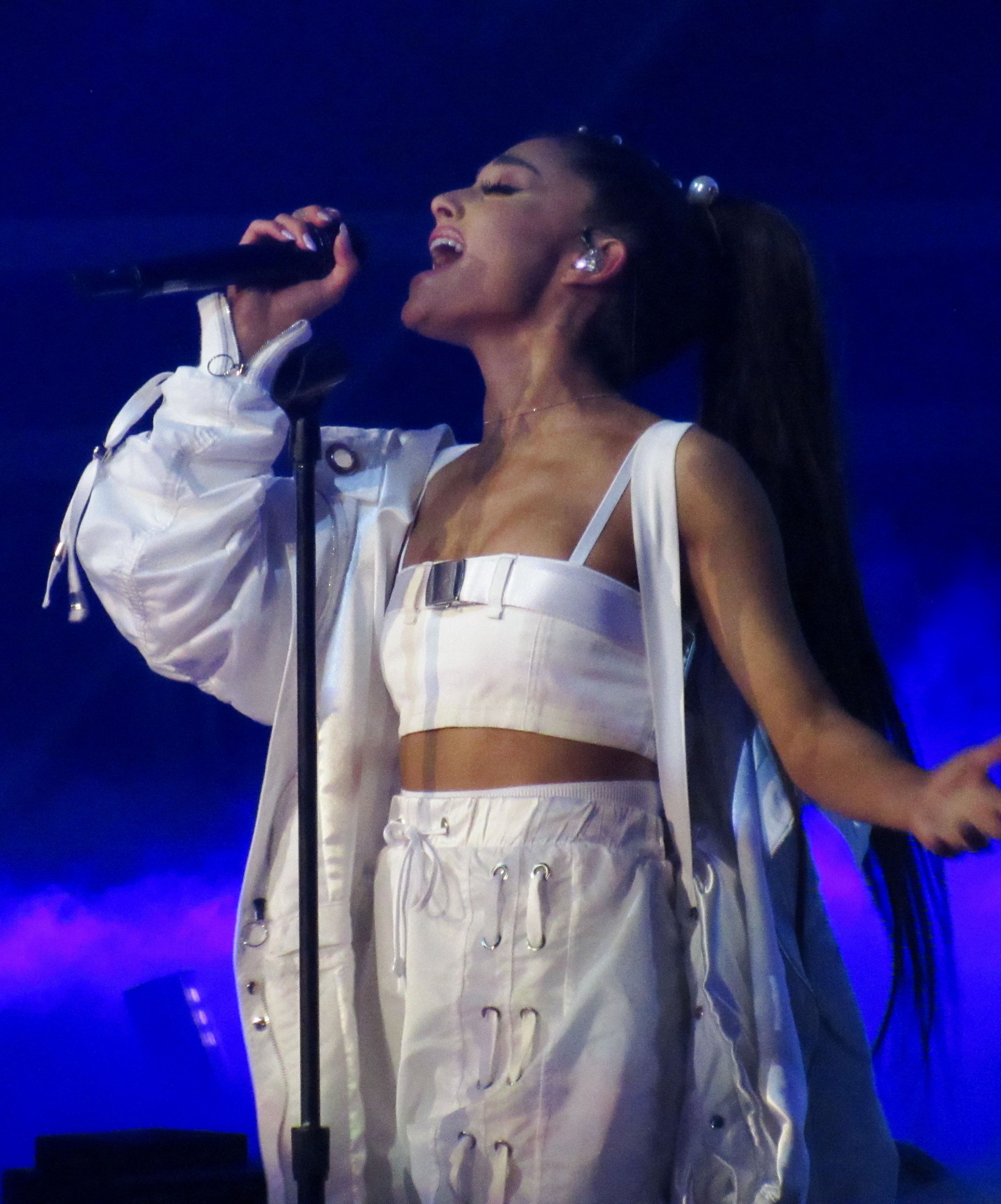
Ariana Grande recebeu seis indicações. Em 2019, a cantora levou esta categoria com o álbum Sweetener.

| 2010 | Black Eyed Peas | The E.N.D.         | - Colbie Caillat – Breakthrough - Kelly Clarkson – All I Ever Wanted - The Fray – The Fray - Pink – Funhouse                                                      | [ 21 ] |
| 2011 | Lady Gaga       | The Fame Monster   | - Justin Bieber – My World 2.0 - Susan Boyle – I Dreamed a Dream - John Mayer – Battle Studies - Katy Perry – Teenage Dream                                       | [ 22 ] |
| 2012 | Adele           | 21                 | - CeeLo Green – The Lady Killer - Lady Gaga – Born This Way - Bruno Mars – Doo-Wops & Hooligans - Rihanna – Loud                                                  | [ 23 ] |
| 2013 | Kelly Clarkson  | Stronger           | - Florence and the Machine – Ceremonials - Fun – Some Nights - Maroon 5 – Overexposed - Pink – The Truth About Love                                               | [ 24 ] |
| 2014 | Bruno Mars      | Unorthodox Jukebox | - Lana Del Rey – Paradise - Lorde – Pure Heroine - Robin Thicke – Blurred Lines - Justin Timberlake – The 20/20 Experience: The Complete Experience               | [ 25 ] |
| 2015 | Sam Smith       | In the Lonely Hour | - Coldplay – Ghost Stories - Miley Cyrus – Bangerz - Ariana Grande – My Everything - Katy Perry – Prism - Ed Sheeran – x                                          | [ 26 ] |
| 2016 | Taylor Swift    | 1989               | - Kelly Clarkson – Piece by Piece - Florence and the Machine – How Big, How Blue, How Beautiful - Mark Ronson – Uptown Special - James Taylor – Before This World | [ 27 ] |
| 2017 | Adele           | 25                 | - Justin Bieber – Purpose - Ariana Grande – Dangerous Woman - Demi Lovato – Confident - Sia – This Is Acting                                                      | [ 28 ] |
| 2018 | Ed Sheeran      | ÷                  | - Coldplay – Kaleidoscope EP - Lana Del Rey – Lust for Life - Imagine Dragons – Evolve - Kesha – Rainbow - Lady Gaga – Joanne                                     | [ 29 ] |
| 2019 | Ariana Grande   | Sweetener          | - Camila Cabello – Camila - Kelly Clarkson – Meaning of Life - Shawn Mendes – Shawn Mendes - Pink – Beautiful Trauma - Taylor Swift – Reputation                  | [ 30 ] |

### Década de 2020
| Ano  | Vencedor(a)       | Trabalho                                 | Indicados | Ref.   |
| ---- | ----------------- | ---------------------------------------- | --- | ------ |

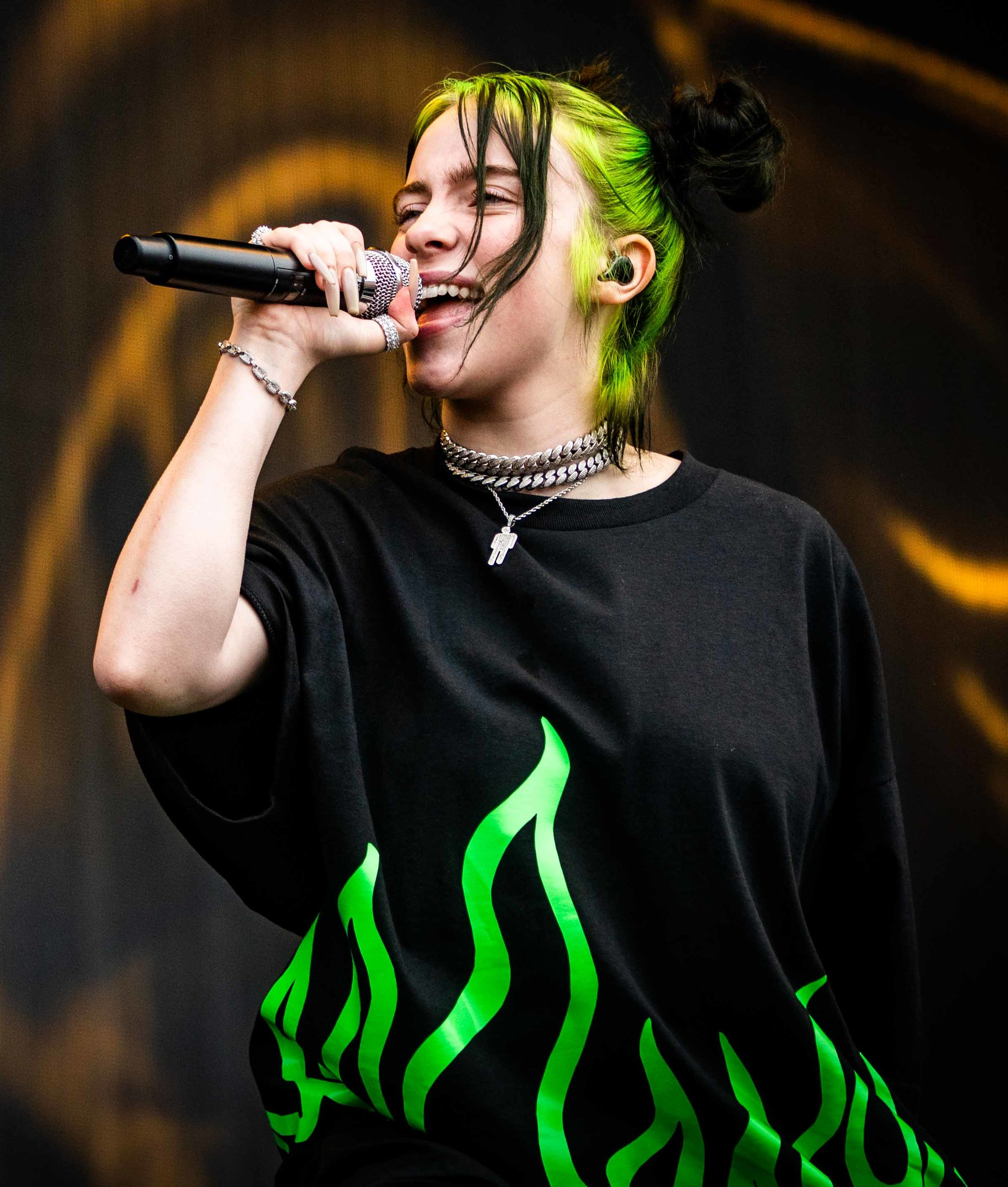
O álbum de estreia de Billie Eilish, When We All Fall Asleep, Where Do We Go?, ganhou este prêmio e o de Álbum do Ano em 2020.

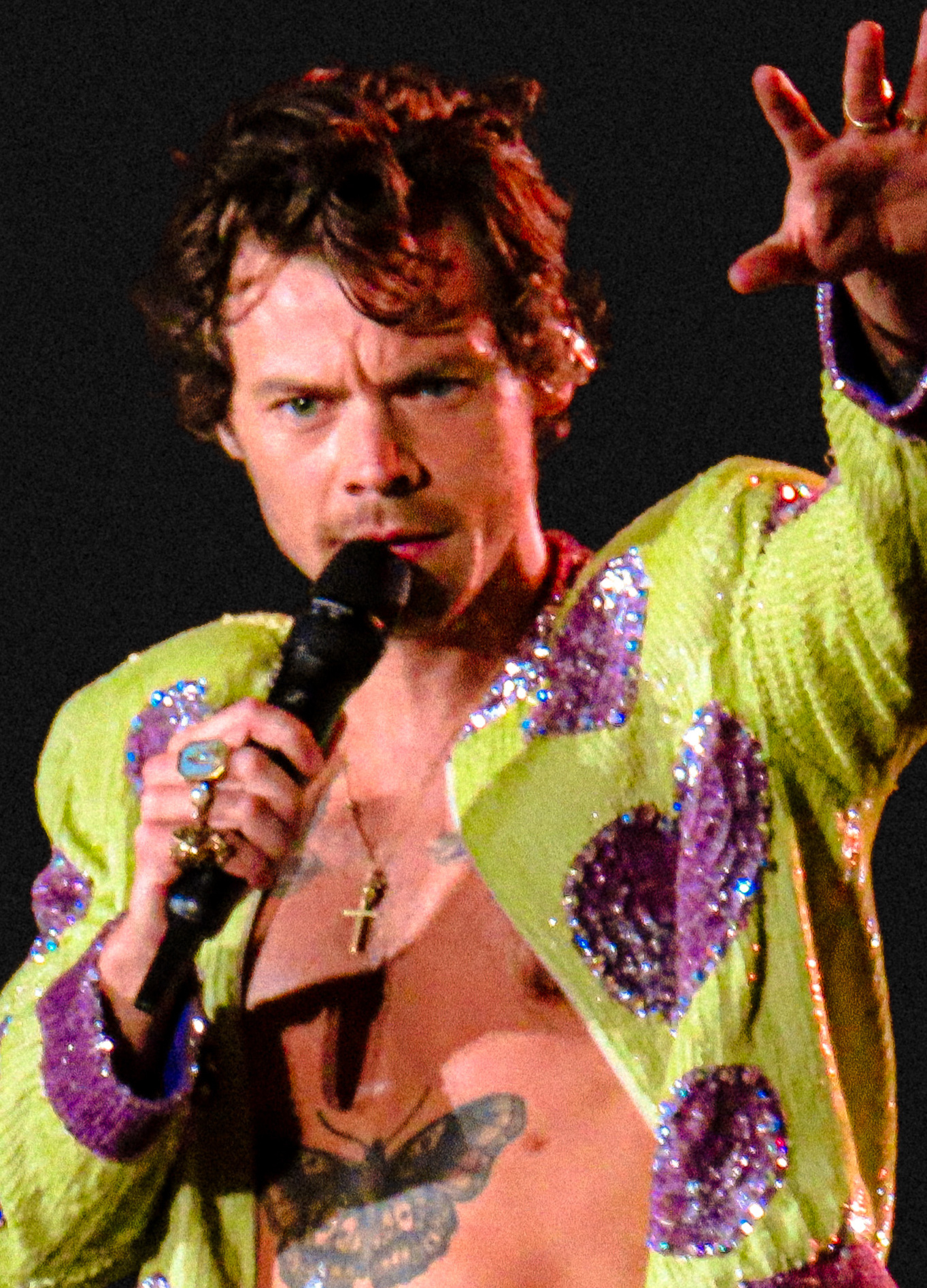
Harry's House, de Harry Styles, vencedor de 2023, também ganhou o prêmio de Álbum do Ano.

| 2020 | Billie Eilish     | When We All Fall Asleep, Where Do We Go? | - Beyoncé – The Lion King: The Gift - Ariana Grande – Thank U, Next - Ed Sheeran – No.6 Collaborations Project - Taylor Swift – Lover                                              | [ 31 ] |
| 2021 | Dua Lipa          | Future Nostalgia                         | - Justin Bieber – Changes - Lady Gaga – Chromatica - Harry Styles – Fine Line - Taylor Swift – Folklore                                                                            | [ 32 ] |
| 2022 | Olivia Rodrigo    | Sour                                     | - Justin Bieber – Justice (Triple Chucks Deluxe) - Doja Cat – Planet Her (Deluxe) - Billie Eilish – Happier Than Ever - Ariana Grande – Positions                                  | [ 33 ] |
| 2023 | Harry Styles      | Harry's House                            | - ABBA – Voyage - Adele – 30 - Coldplay – Music of the Spheres - Lizzo – Special                                                                                                   | [ 34 ] |
| 2024 | Taylor Swift      | Midnights                                | - Kelly Clarkson – Chemistry - Miley Cyrus – Endless Summer Vacation - Olivia Rodrigo – Guts - Ed Sheeran – –                                                                      | [ 35 ] |
| 2025 | Sabrina Carpenter | Short n' Sweet                           | - Billie Eilish – Hit Me Hard and Soft - Ariana Grande – Eternal Sunshine - Chappell Roan – The Rise and Fall of a Midwest Princess - Taylor Swift – The Tortured Poets Department | [ 36 ] |

## Artistas com vários prêmios
Os seguintes artistas conquistaram duas ou mais vezes o Grammy de Melhor Álbum Vocal de Pop:
| Vitórias | Artistas       |
| -------- | -------------- |
| 2        | Adele          |
| 2        | Kelly Clarkson |
| 2        | Taylor Swift   |

## Artistas com várias indicações
Os seguintes artistas receberam duas ou mais indicações ao Grammy de Melhor Álbum Vocal de Pop:
| Indicações | Artistas                                      |
| ---------- | --------------------------------------------- |
| 6          | Ariana Grande                                 |
| 6          | Kelly Clarkson                                |
| 6          | Taylor Swift                                  |
| 5          | Justin Timberlake (incluindo 2 com 'N Sync)   |
| 4          | Ed Sheeran                                    |
| 4          | Justin Bieber                                 |
| 4          | Lady Gaga                                     |
| 4          | Pink                                          |
| 3          | Adele                                         |
| 3          | Billie Eilish                                 |
| 3          | Coldplay                                      |
| 3          | Don Henley (incluindo 2 com Eagles)           |
| 3          | James Taylor                                  |
| 3          | Madonna                                       |
| 3          | Paul McCartney (incluindo 1 com The Beatles)  |
| 3          | Sarah McLachlan                               |
| 2          | Annie Lennox                                  |
| 2          | Britney Spears                                |
| 2          | Bruno Mars                                    |
| 2          | Céline Dion                                   |
| 2          | Christina Aguilera                            |
| 2          | Eagles                                        |
| 2          | Florence and the Machine                      |
| 2          | George Harrison (incluindo 1 com The Beatles) |
| 2          | Gwen Stefani (incluindo 1 com No Doubt)       |
| 2          | Harry Styles                                  |
| 2          | John Mayer                                    |
| 2          | Katy Perry                                    |
| 2          | Lana Del Rey                                  |
| 2          | Maroon 5                                      |
| 2          | Miley Cyrus                                   |
| 2          | 'N Sync                                       |
| 2          | Norah Jones                                   |
| 2          | Olivia Rodrigo                                |
| 2          | Sheryl Crow                                   |
| 2          | Sting                                         |